# Friedrich Krupp Germaniawerft
Friedrich Krupp Germaniawerft (vaak gewoon Germaniawerft, Germania-scheepswerf") was een Duits scheepsbouwbedrijf, gelegen in de haven van Kiel, en een van de grootste en belangrijkste bouwers van U-boten voor de Kaiserliche Marine in Eerste Wereldoorlog en de Kriegsmarine in de Tweede Wereldoorlog. Het oorspronkelijke bedrijf werd opgericht in 1867, maar ging failliet en werd gekocht door Friedrich Krupp. Krupp was zeer geïnteresseerd in het bouwen van oorlogsschepen en bouwde in de tijd vóór de Eerste Wereldoorlog een aantal oorlogsschepen voor de Kaiserliche Marine, waaronder SMS Posen, SMS Prinzregent Luitpold, SMS Kronprinz en SMS Sachsen. Totaal 84 U-boten werden gebouwd door de scheepswerf tijdens de Eerste Wereldoorlog. Na de oorlog keerde de productie terug normaal en produceerde het bedrijf weer schepen zoals jachten en transportschepen.

## Geschiedenis
Het bedrijf werd in 1867 opgericht door Lloyd Foster, als de Norddeutsche Schiffbau-Gesellschaft, in de stad Gaarden, dicht bij Kiel. Het idee van het bedrijf was om oorlogsschepen en koopvaardijschepen te bouwen. In 1876 bouwde het bedrijf het persoonlijke jacht van Kaiser Wilhelm II, de SMY Hohenzollern.
Het bedrijf ging failliet in 1879 en moest worden verkocht en eigendom worden van de Märkisch-Schlesischen Maschinenbau und Hütten-Aktiengesellschaft. Een bedrijf wat stoommachines bouwde in Berlijn sinds 1822. Een paar jaar later kwam dit bedrijf ook in de problemen en in het najaar van 1882 werd een nieuw bedrijf opgericht, de Schiff- und Maschinenbau-Actien- Gesellschaft Germania.
Er werden nog enkele oorlogsschepen gebouwd; het bedrijf had een zeer goede reputatie met betrekking tot de bouw van topedoboten. De financiële problemen waren echter nooit ver weg en tegen het einde van augustus 1896 nam Krupp het over, omdat hij zeer geïnteresseerd was in het bouwen van oorlogsschepen. Tussen 1898 en 1902 verdubbelde het bedrijf zijn oppervlakte en werden nieuwe grotere schepen geconstrueerd. Na het overlijden van Friedrich Krupp in 1902 veranderde het bedrijf van naam en werd het Friedrich Krupp Germaniawerft.
Tijdens de Tweede Wereldoorlog was Germaniawerft een van de belangrijkste leveranciers van de Kriegsmarine, vanwege de nabijheid van Duitse marinefaciliteiten in Kiel. In de loop van de oorlog voltooide het bedrijf 131 U-boten (Type II, Type VII, Type X, Type XIV, Type XVII en Type XXIII). De Kriegsmarine had in totaal 240 U-boten besteld. In 1944 had de werf meer dan 10.000 werknemers, waarvan ongeveer 11% dwangarbeiders.
Op 26 april 1945 werd de laatste U-boot gebouwd in de Germaniawerft gelanceerd. De oorlog eindigde voordat deze in dienst kon treden. De beroemdste U-boten gebouwd in de Germaniawerft zijn waarschijnlijk U-47, die onder bevel stond van Günther Prien tijdens het vernietigen van HMS Royal Oak in 1940, en U-96, die de basis vormden van Lothar-Günther Buchheims roman Das Boot.
Na de oorlog was de gedeeltelijk verwoeste scheepswerf een van de eerste faciliteiten die door de geallieerden werd ontmanteld. De bevolking van het zwaar gebombardeerde Kiel protesteerde woedend op de beslissing, maar het mocht niet baten. De werf is verbroken en niet opnieuw opgebouwd. Aan het einde van de jaren zestig werd het terrein door Howaldtswerke-Deutsche Werft aangekocht als scheepswerf voor onderzeeërbouw. Vanaf 2015 worden er onderzeeërs gebouwd op de werf.